# Karl Heinrich Adelbert Lipsius
Karl Heinrich Adelbert Lipsius (19 janvier 1805, à Großhennersdorf - 2 juillet 1861, à Leipzig) est un théologien, philologue et éducateur allemand.

## Biographie
Il étudie la philologie et la théologie à l'université de Leipzig et reçoit son habilitation en 1827. À l'automne 1827, il est nommé conrecteur au gymnase de Gera. En 1832, il commence à travailler comme professeur d'études religieuses à la Thomasschule de Leipzig, où en 1847 il devient co-recteur. En 1861, il succède à Johann Gottfried Stallbaum (en) comme recteur académique à la Thomasschule, mais meurt peu après en juillet 1861.
Il est le père du théologien Richard Adelbert Lipsius (1830–1892), de l'architecte Constantin Lipsius (en) (1832–1894), du philologue Justus Hermann Lipsius (1834–1920) et de l'historienne de la musique Ida Marie Lipsius (en) (1837-1927).
La Lipsiusstraße, une rue résidentielle de Reudnitz est nommée en son honneur en 1908. Aujourd'hui, il est situé dans le quartier de Reudnitz-Thonberg (Leipzig).

## Ouvrages
- De modorvm vsv dans Novo Testamento : qvaestionis grammaticae pars prima indicativi vsvm explicans, 1827.
- Commentationes Plautinae, 1836 (avec Friedrich Wilhelm Ehrenfried Rost )[3].
- De Aristidis Plutarchei locis quibusdam commentatio, 1860[4].
- Schulreden bei verschiedenen Gelegenheiten gehalten : mit der Lebensbeschreibung des Verfassers, 1862 – Discours scolaires à diverses occasions.
- Grammatische Untersuchungen über die biblische Gräcität über die Lesezeichen, 1863 – Études grammaticales de la Gräcität biblique[5].